# Impulse (logiciel)
Pour les articles homonymes, voir Impulse.
 (octobre 2019).
Si vous disposez d'ouvrages ou d'articles de référence ou si vous connaissez des sites web de qualité traitant du thème abordé ici, merci de compléter l'article en donnant les références utiles à sa vérifiabilité et en les liant à la section « Notes et références ».
Impulse est une plate-forme de distribution de contenu en ligne (principalement des jeux vidéo), développée par Stardock et disponible depuis 2008. Elle permet d'acheter des jeux et logiciels, du contenu pour les jeux, et gère les mises à jour automatiques.